# 临晋县衙
临晋县衙位于中国山西省临猗县临晋镇，2001年被列为第五批全国重点文物保护单位。
临晋镇原为临晋县治所，廨署建于元大德年间，坐北朝南，占地16000平方米，中轴线上依次为大堂、二堂、三堂。大堂为元代原构，面阔五间，进深六椽，单檐硬山顶。二堂面阔五间，进深三间，单檐硬山顶。三堂面阔三间，进深三间。后两者为清代建筑。